# Cypselocarpus haloragoides
Cypselocarpus haloragoides är en tvåhjärtbladig växtart som först beskrevs av George Bentham, och fick sitt nu gällande namn av Ferdinand von Mueller. Cypselocarpus haloragoides ingår i släktet Cypselocarpus, och familjen Gyrostemonaceae. Inga underarter finns listade i Catalogue of Life.